# Maria Castanyer i Figueres
Maria Castanyer i Figueras (Girona, 1913 - Blanes, 29 de novembre de 2003) fou una poetessa i escriptora catalana.

## Biografia
Maria Castanyer va néixer Girona durant la primera quinzena d'agost de l'any 1913. Era la segona de vuit germans. Als cinc anys va patir un atac de poliomielitis que li va deixar greus seqüeles en una cama. Durant la infantesa va viure entre Girona, Olot i Cassà de la Selva. L'any 1925 tota la família va tornar a Girona, i Maria va començar a estudiar a les Carmelites. Al principi dels anys trenta es va traslladar a Barcelona, a casa d'un oncle, per aprendre a fer barrets. Però els esdeveniments polítics la van fer tornar a Girona on va fer de modista. La Guerra Civil va portar canvis a la família, amb alguns germans al front i el seu pare a la presó durant sis mesos per «missaire». Després de la guerra Maria va patir diversos problemes de salut i després va decidir canviar d'aires, anant a Madrid on va fer, entre altres coses, uns cursos de periodisme. En tornar a Girona, va obrir de nou el seu taller de costura i va començar a escriure. Es va traslladar de nou a Barcelona i en el seu estudi, durant el franquisme, es feien conferències clandestines. A Barcelona va conèixer escriptors com Aurora Bertrana, Marià Manent i Tomàs Garcés. Va viatjar per Europa i es va instal·lar a Blanes però també es va traslladar en dues ocasions als Estats Units on es convertirà a la fe mormona, que després abandonaria. Va retornar a Catalunya, primer a l'Espluga de Francolí, on feia classes d'anglès, i després a Blanes, on va morir amb noranta anys.

## Obra
Va formar part de l'equip inicial de la revista Presència a Girona. Va publicar els reculls de poesia Cançons del color del temps (1949), primer llibre literari editat en català a Girona durant el franquisme, Muriendo en silencio (1953), Retrobar-me en la terra (1958) i Immortal (1960). També va publicar la novel·la autobiogràfica Vocació de viure (1993). Guanyà la Flor Natural dels Jocs Florals de l'exili celebrats a París el 1959. El 1959 va fer també la primera traducció al català del Llibre de Mormó. Va col·laborar en diversos mitjans de comunicació i publicacions periòdiques. Va guanyar nombrosos premis en certàmens literaris i tot el seu fons documental es troba dipositat a la Biblioteca Nacional de Catalunya.